# Физическая география Чукотского автономного округа
Чукотский автономный округ — один из субъектов Российской Федерации. Площадь округа 721 481 км². Это 7-й по площади субъект РФ.

## Географическое положение
Территория округа находится на северо-востоке России. Занимает весь Чукотский полуостров, часть материка и ряд островов (Врангеля, Айон, Ратманова и др).
Омывается Восточно-Сибирским и Чукотским морями Северного Ледовитого океана и Беринговым морем Тихого океана.
Здесь расположены крайние точки России: восточная точка — остров Ратманова, восточная континентальная точка — мыс Дежнёва. Здесь расположены: самый северный город России — Певек и самый восточный — Анадырь, а также самое восточное постоянное поселение — Уэлен.
Вся территория Чукотского автономного округа относится к районам Крайнего Севера.
На юге округ граничит с Камчатским краем, причём граница совпадает с водоразделом реки Анадырь и рек бассейна Охотского моря на Корякском нагорье. На западе и юго-западе Чукотка граничит с Якутией и Магаданской областью. Восточной границей округа является морская государственная граница России с США. Через Берингов пролив проходит линия перемены дат. На Чукотке, близ поселка Эгвекинот, находится точка пересечения линий раздела восточного и западного полушария (180-й меридиан) с Северным полярным кругом.

## Климат
Бо́льшая часть территории округа расположена за Северным полярным кругом. Поэтому климат здесь суровый, субарктический, на побережьях — морской, во внутренних районах — континентальный. Продолжительность зимы до 10 месяцев.
Средняя температура января от −15 °C до −39 °C, июля от +5 °C до +10 °C. Абсолютный минимум зарегистрирован −61 °С, абсолютный максимум +34 °С. Осадков 200—500 мм в год.
На Чукотке было зарегистрировано множество климатических рекордов: минимум часов солнечного сияния, наименьший для данных широт радиационный баланс, максимум среднегодовой скорости ветра и повторяемости ураганов и штормов в России (мыс Наварин).
Вегетационный период в южной части округа 80—100 дней.

## Вечная мерзлота
Вечная (многолетняя) мерзлота получила повсеместное распространение и является одной из самых важных ландшафтных особенностей Чукотки. На бо́льшей части территории подпочвенные горные породы круглогодично имеют отрицательную температуру, а заключающаяся в них вода находится в твёрдом состоянии. В северных прибрежных районах Чукотки мерзлота прерывается лишь под большими озёрами и под руслами рек, а также в зонах интенсивных разломов горных пород из-за повышенного теплового потока. Мощность мерзлоты колеблется под воздействием различных факторов в довольно значительных пределах и доходит до 300 м и более. В арктических тундрах глубина сезонного протаивания в щебнистых грунтах, даже на южных склонах, не превышает 0,8-1,8 м, а под болотами не опускается ниже 15-40 см.

## Рельеф

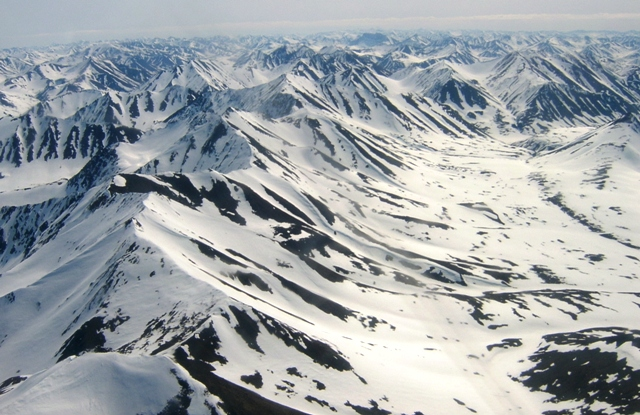
Корякское нагорье

На Чукотке преобладает горный рельеф, и только в приморской части, а также по долинам рек находятся небольшие территории, занятые низменностями, крупнейшая из которых — Анадырская. Континентальная часть имеет чётко выраженный уклон: на севере — к Северному Ледовитому океану, на востоке — к Тихому океану.
Горный пейзаж представлен в центральной части средневысотными Анадырским плоскогорьем и Анюйским нагорьем, над которыми возвышаются горные хребты высотой от 1 км, а также Чукотским нагорьем на востоке и Корякским нагорьем на юге.
Высшая точка — гора Исходная (Чантальский хр.) — 1887 м.

## Гидрология
Территория Чукотки богата водными ресурсами. Здесь протекают свыше 8000 рек длиной более 10 км, бо́льшая часть которых относится к горным. Питание рек преимущественно снеговое и дождевое, для них характерен длительный ледостав (7—8 мес), высокие и бурные паводки, неравномерность стока. Русла многих рек промерзают до дна при повсеместном образовании наледей. Вскрытие рек сопровождаются заторами из-за более позднего освобождения рек ото льда в нижнем течении.
Основные реки — Анадырь (с притоками Майн, Белая, Танюрер), Омолон, Великая, Амгуэма, Большой и Малый Анюи.
Большинство озёр имеет термокарстовое происхождение, лишь немногие находятся в горной части округа. Прибрежные озёра Ледовитого океана имеет лагунное происхождение, вследствие чего вода в них является солёной. Большая часть озёр являются проточными, при этом низинные нередко зарастают и превращаются в трясины. Крупнейшие озёра — Красное, Майниц, Пекульнейское, а также уникальное озеро Эльгыгытгын, изучение которого позволит понять, каким был климат на Земле тысячелетия назад.
Всего открыто 44 месторождения подземных вод, из них 19 используются по хозяйственному назначению.
Разведаны 3 месторождения геотермальных вод с температурой до 80°С: Лоринское, Чаплинское, Дежнёвское.

## Природные ресурсы
На 1 января 2012 г. на территории округа учтено 467 месторождений полезных ископаемых, из них 385 месторождений золота, 8 коренных с попутным серебром, 11 месторождений комплексных олово-вольфрамовых руд, 44 россыпи золота, 9 комплексных россыпей олова и вольфрама, 10 месторождений угля, месторождения нефти и газа, медно-олово-серебряные и цеолитовые, а также залежи полудрагоценных камней. 

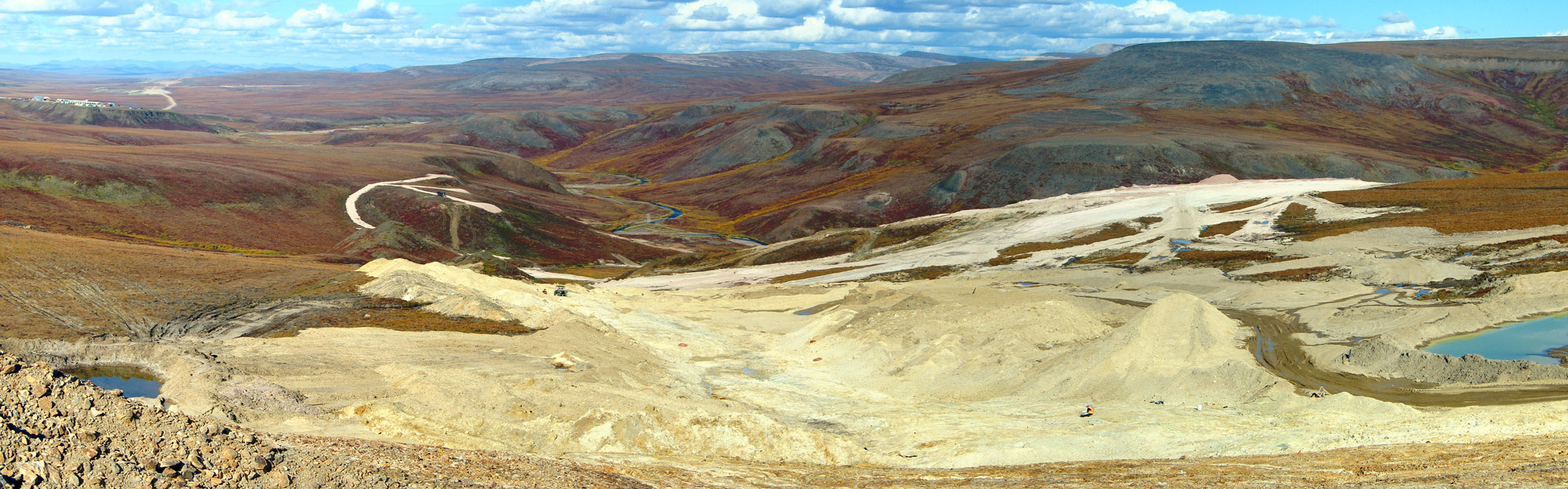
Золоторудное месторождение Купол

Наиболее известные месторождения: рудного золота — Купол, Майское, Каральвеемское, Двойное, Кекура, Валунистое, Совиное; россыпного золота — Ичувеем, Рывеемское, Пильхинкууль; рудного олова — Пыркакайские штокверки, Иультинское, Валькумейское; вольфрама — Иультинское; угля — Анадырское буроугольное, Беринговское каменноугольное, Дальнее, Эльденырское (буроугольное); меди — Песчанка; ртути — Тамватнейское, Западно-Палянское, Пламенное.
В морских отложениях прибрежной части Восточной Чукотки выявлены единичные зёрна алмазов.

## Растительный и животный мир

### Флора
Территория округа находится в нескольких природных зонах, поэтому его растительный покров весьма разнообразен. Здесь встречается свыше 900 видов высших растений и по 400 видов мхов и лишайников, причём многие виды представлены только здесь. Около половины площади Чукотки занимают высокогорные тундры и каменистые полупустыни и пустыни, растительностью покрыто не более трети их площади. Вечная мерзлота не позволяет корням растений проникать на глубину, поэтому произрастающая здесь флора имеет небольшую высоту со слабо развитой корневой системой. Большинство растений стелятся по земле, над которыми лишь на короткое время поднимаются цветоносные стебли. В тундре преобладают карликовые ивы и берёзки, кедровый стланик, осока и пушица. В долинах рек изредка встречаются светлохвойные леса, состоящие из даурских лиственниц, и ещё реже реликтовые чозениево-тополевые леса.

### Фауна
Животный мир Чукотки также разнообразен, его особенность заключается в том, что многие виды арктической фауны далее на запад не распространяются.

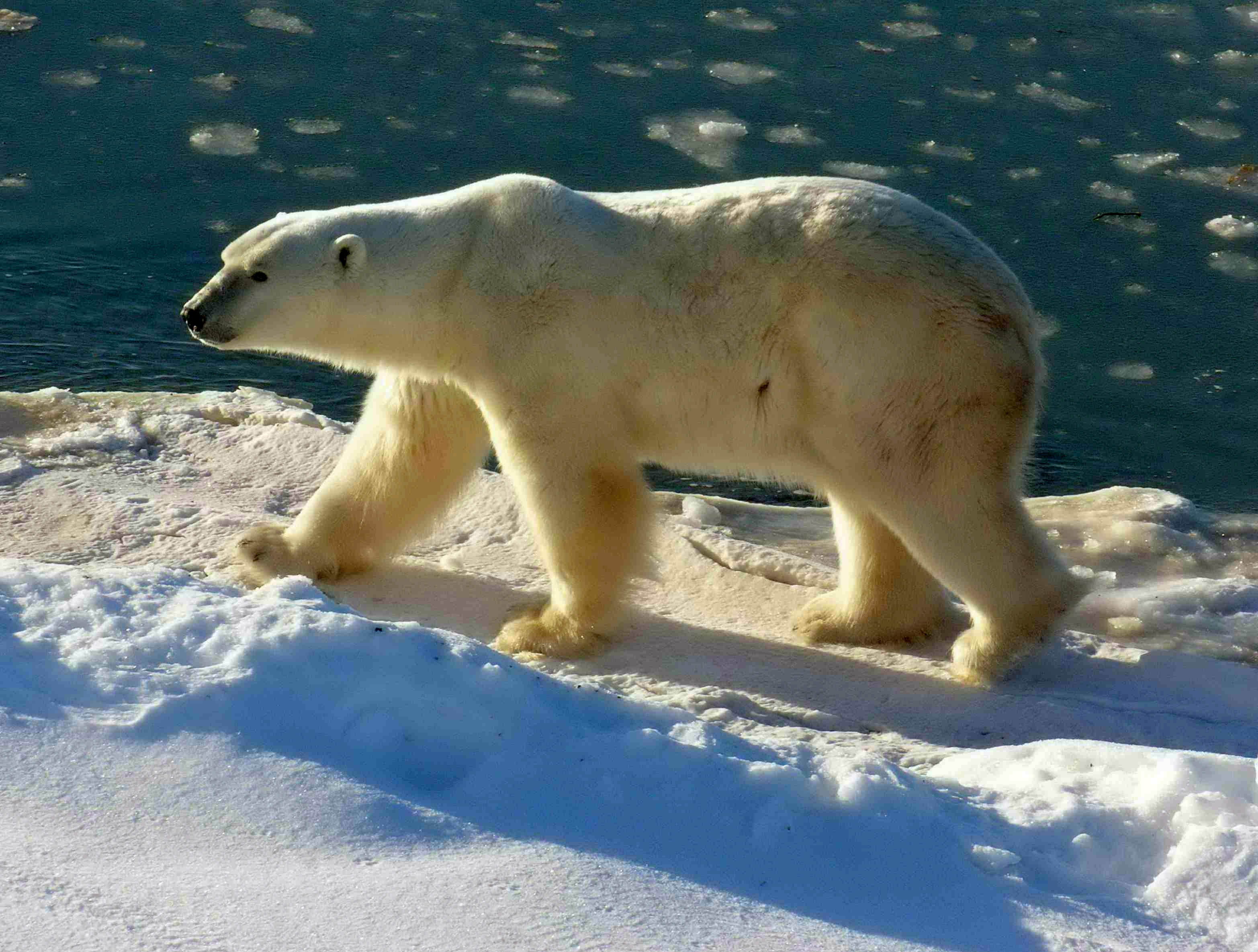
Белый медведь

Главный символ Чукотки — белый медведь, популяция которого занимает территорию Чукотского моря, восточную часть Восточно-Сибирского и северную часть Берингова моря. На острове Врангеля находится «родильный дом» медведиц, здесь организован уникальный заповедник. Охота на белого медведя запрещена с 1956 года.
На территории округа водятся также бурый медведь, северный олень, снежный баран, соболь, рысь, волк, песец, росомаха, горностай, бурундук, заяц-беляк, лисица, ондатра, норка, евражка. На острове Врангеля были разведены овцебыки. В чукотских морях обитают крупные млекопитающие: кит, морж, нерпа, ларга, лахтак.
В морской акватории насчитывается около 402 видов рыб, из них 50 видов — промысловые. Здесь встречаются 4 вида крабов, 4 вида креветок, 2 вида головоногих моллюсков. В реках обитают около 30 видов рыб — в основном лососёвые, а также сиги, хариус, чир, налим.
Орнитофауна насчитывает около 220 видов птиц — кайры, чистики, конюги, чайки-моевки и др, образующие на морском побережье многочисленные птичьи базары. В тундре гнездятся бакланы, гуси, лебеди, утки, гагары, куропатки, кулики, совы.
В летний период отмечается обилие гнуса.

## Охрана природы
На территории округа находится государственный природный заповедник Остров Врангеля, включённый в список всемирного наследия ЮНЕСКО, а также заказники — Лебединый, Автоткууль, Усть-Танюрерский, Чаунская губа. В округе действует 20 природных памятников (9 ботанических, 3 геологических, 5 термальных источников, 1 природно-исторический и 2 комплексных). Общая площадь особо охраняемых природных территорий составляет более 5 млн га, что составляет 7,1 % от площади округа.